# Residencias reales borbónicas en Campania

Bandera de los Borbones de las Dos Sicilias.

Las residencias reales borbónicas de Campania son el conjunto de las residencias construidas o adquiridas y adaptadas a este uso entre 1734 y 1861 por los reyes de Nápoles, los Borbones, para servir como lugares de residencia o de breve estancia. Se trata de varios edificios, muchos de los cuales han sobrevivido hasta nuestros días.

## Historia
La mayoría de  las principales residencias reales construidas por los Borbones de Nápoles fueron construidas durante el reinado de Carlos de Borbón, quien fue probablemente uno de los reyes más importantes de Nápoles. El único complejo proyectado con anterioridad al período borbónico, pero cuyo uso fue mantenido por los Borbones, es el del Palacio Real de Nápoles, construido por órdenes del virrey Francisco Ruiz de Castro, conde de Lemos, durante el virreinato español del siglo XVII.

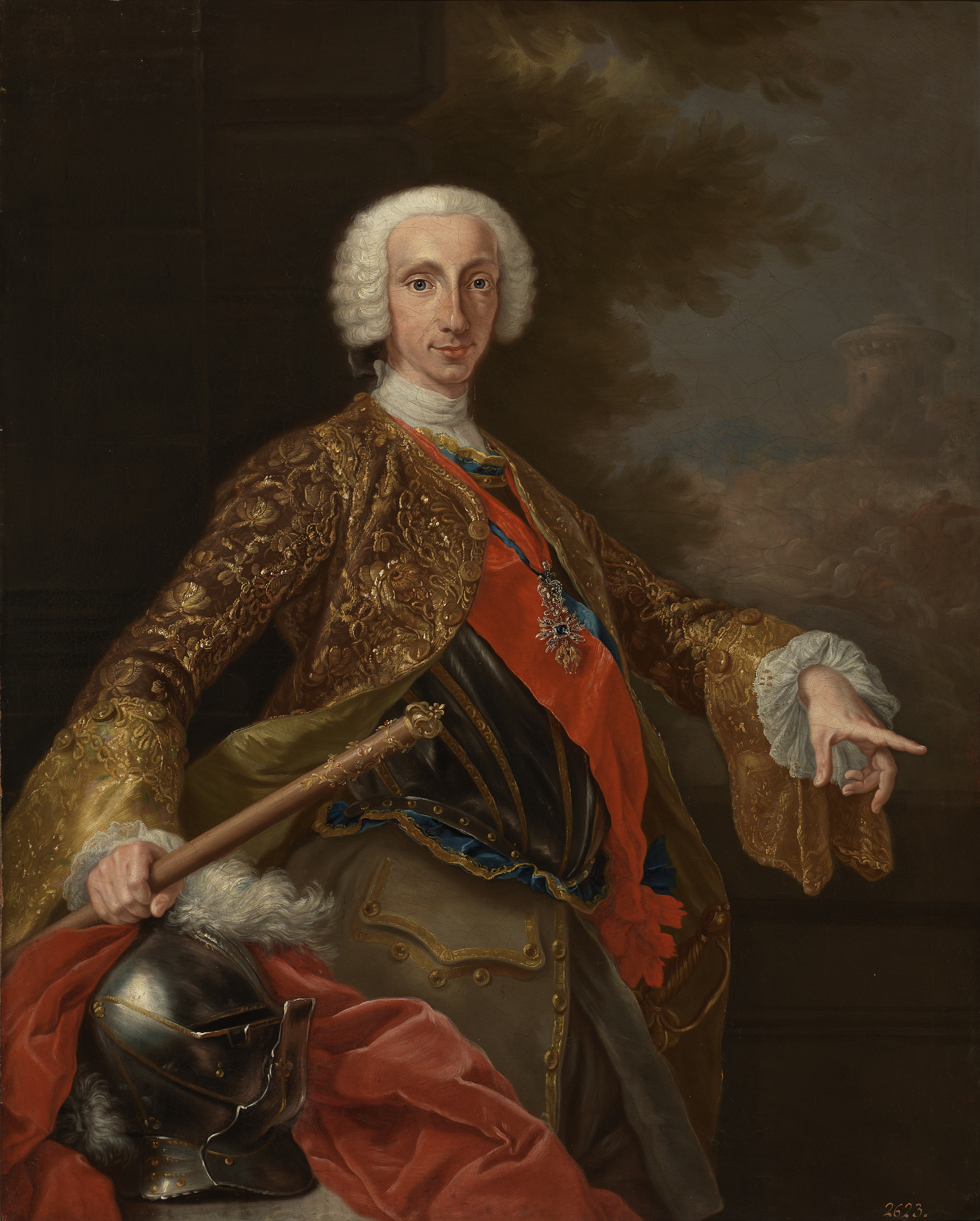
Carlos de Borbón, VII de Nápoles y III de Sicilia.

Carlos de Borbón fue el primer rey de la dinastía borbónica y reinó en Nápoles entre 1734 y 1759. Bajo su mandato la capital campana y todo el reino en general conocieron su máximo desarrollo cultural y económico, lo que condujo a la creación de numerosos lugares monumentales que demuestran el elevado nivel alcanzado.
Los primeros palacios reales fueron los de Portici y Capodimonte, ambos concebidos como residencias de campo, la primera construida cerca del mar y la segunda en una frondosa colina que dominaba Nápoles. Posteriormente, el rey, deseoso de construir una nueva capital del modo de Versalles encargó un inmenso palacio real que pudiera rivalizar en magnificencia e solemnidad con la gran residencia de los reyes de Francia. Por motivos de seguridad, la localidad elegida fue Caserta, más alejada del mar que Nápoles. La construcción del Palacio Real de Caserta se encargó a uno de los mayores arquitectos de la época, Luigi Vanvitelli, que dio inicio oficialmente a las obras el 20 de enero de 1752, el día del trigésimosexto cumpleaños del rey.
Su hijo y sucesor, Fernando IV de Nápoles, siguió con dicha política de promoción edilicia, pero centrándose más en la construcción o adquisición de villas campestres y pabellones de caza más modestos como la Villa Favorita o Carditello. Paralelamente se prosiguió con la construcción de los imponentes palacios de Caserta y Capodimonte y con mejoras puntuales en el Palacio Real de Nápoles.
Tras el interludio napoleónico, el siglo XIX, y sobre todo el reinado de Fernando II, fue una época de finalización de los grandes proyectos (Caserta) y de redecoraciones en algunas residencias reales (Portici), pero también hubo grandes transformaciones arquitectónicas, en este caso en el Palacio Real de Nápoles, reedificado tras un incendio y terminado por Gaetano Genovese en 1858.
Tras la Unificación italiana en 1861 algunas residencias siguieron siendo utilizadas por la Casa de Saboya, como el Palacio Real de Nápoles, mientras que otras se destinaron a albergar museos, el caso de Capodimonte, o instituciones públicas, Portici se convirtió en una escuela de agricultura.

## Listado
Los principales palacios de los soberanos borbónicos fueron:
- Palacio Real de Nápoles (1600)
- Palacio Real de Portici (1738)
- Palacio Real de Capodimonte (1738)
- Palacio Real de Caserta (1752)

Las residencias secundarias más significativas no fueron edificios de representación sino villas privadas construidas o adquiridas por los reyes, estas son:
- Villa d'Elboeuf en Portici (1742)
- Palacio Real de Quisisana (1757)
- Casina Vanvitelliana en Bacoli (1782)
- Villa Favorita en Ercolano (1792)
- Palacio Real de Ischia (1799)
- Villa Rosebery en Posillipo (1857)

Tampoco hay que olvidar los numerosos cotos de caza existentes por toda la región:
- Real Coto de Caza de Astroni (1740s)
- Real Coto de Caza del Lago de Licola (1740s)
- Real Coto de Caza de Capriati a Volturno (1740s)
- Real Coto de Caza de Persano (1752)
- Real Coto de Caza de Carditello (1787)
- otros cotos en Fasano di Maddaloni, Selva di Caiazzo y Demanio di Calvi.

Por último, cabe destacar las residencias reales situadas fuera de la Campania, principalmente en Sicilia:
- Palacio Real de Palermo
- Palacio Real de Messina
- Palazzina Cinese de Palermo (1799)
- Real Pabellón de Caza de Ficuzza (1802)

## Principales residencias reales

### Palacio Real de Nápoles

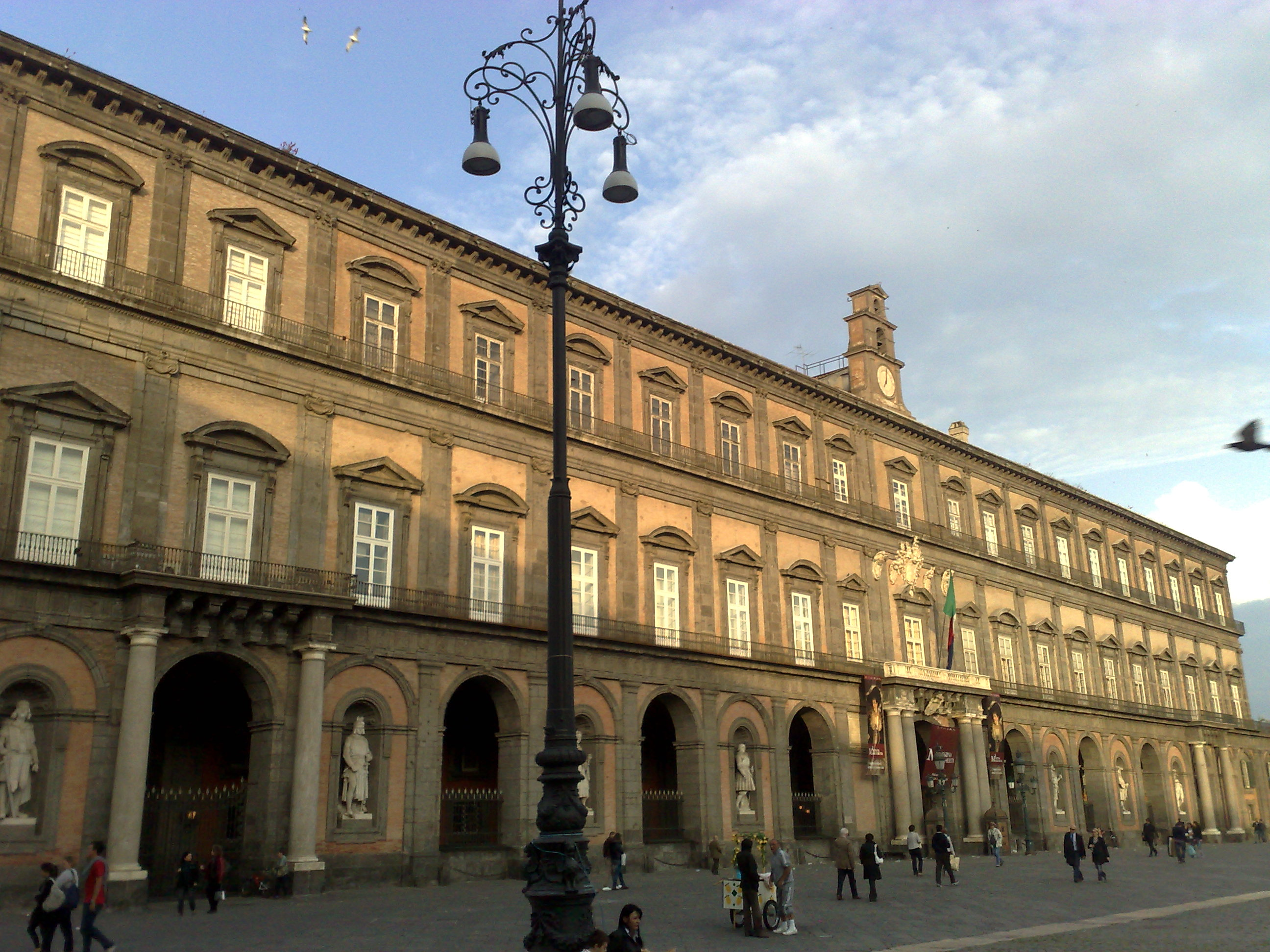
El Palacio Real de Nápoles.

El Palacio Real de Nápoles se edificó durante el período del virreinato español, cuando, en 1600, el conde de Lemos Fernando Ruiz de Castro encargó al arquitecto toscano Domenico Fontana que construyera un edificio que pudiera alojar al rey Felipe III de España, quien se dirigía a Nápoles junto con su consorte para una visita oficial que en realidad nunca se produciría.
El palacio ha sufrido numerosos daños durante su historia, teniendo que recibir varias restauraciones importantes que han modificado su aspecto original, sobre todo el de la fachada principal. La restauración más importante se produjo durante la época de Fernando II de las Dos Sicilias, quien reinó entre 1830 y 1859 y encargó en 1837 al arquitecto Gaetano Genovese que realizara obras interiores que restituyeran el esplendor a las salas del edificio que habían sido dañadas gravemente por un incendio. Las obras terminaron en 1857 y el resultado fue una ampliación de las salas interiores y una sustancial modificación del aspecto general de las estancias. En este contexto se edificaron la Ala delle feste, el giardino Italia y el giardino Belvedere y el palacio asumió la forma que vemos en la actualidad.
Además, antes de Fernando II, Carlos III construyó junto a la residencia real el Teatro San Carlo, modificando además algunas estancias del edificio para permitir que el rey pudiera trasladarse de su residencia al teatro sin tener que salir a la calle. Posteriormente, Fernando I, quien nació precisamente en el interior del palacio en 1778, trasladó al edificio la fábrica de tapices napolitanos apreciados en todo el mundo por su calidad.

### Palacio Real de Portici

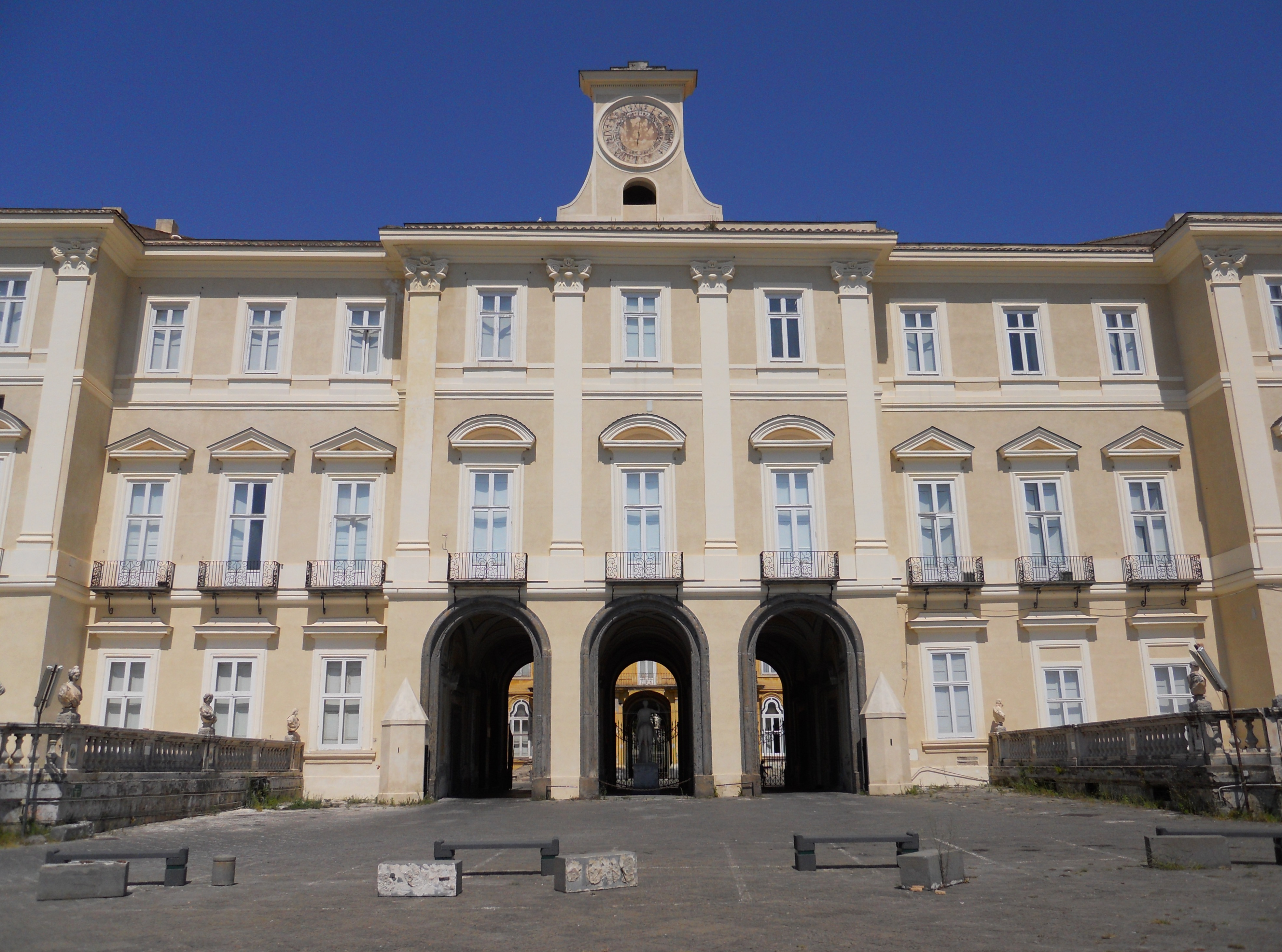
El Palacio Real de Portici.

Fue construido por órdenes del primer rey de las Dos Sicilias de la dinastía borbónica, Carlos III de España, y resulta ser la primera residencia real construida por los Borbones de Nápoles.
Las obras del Palacio Real de Portici empezaron en 1738, cuando el rey encargó a Antonio Canevari que realizara el proyecto de una residencia real rodeada por un parque. El palacio asumió inmediatamente el papel de lugar de residencia; perdido el trono de Nápoles en 1799 con la conquista de Joaquín Murat, Fernando I, en fuga hacia Palermo, decidió llevar consigo todos sus bienes personales custodiados en el palacio.
Tras el regreso de la dinastía borbónica el año siguiente, con Fernando II, la residencia adquirió de nuevo prestigio, gracias en parte a la conexión por ferrocarril con Nápoles: en 1839 se inauguró el ferrocarril Nápoles-Portici, primer ferrocarril de Italia. Además, en este período el palacio alojó al pontífice Pio IX.

### Palacio Real de Capodimonte

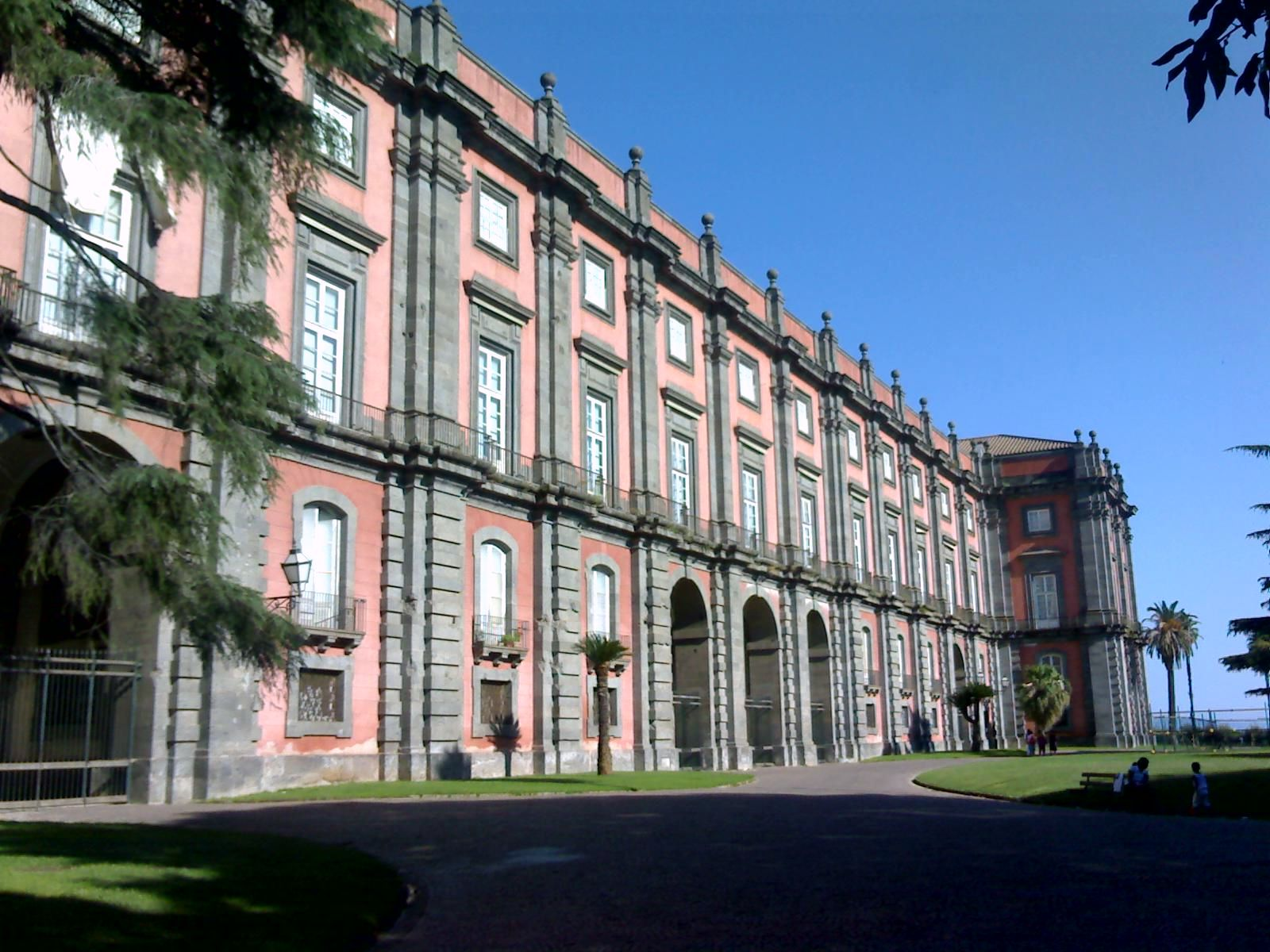
El Palacio Real de Capodimonte.

El Palacio Real de Capodimonte fue construido a la vez que el de Portici. Si esta última tenía un objetivo residencial, la primera, también construida por órdenes de Carlos III, debía tener inicialmente función de «pabellón de caza» debido al amplio espacio verde que rodea el edificio.
Posteriormente, tras heredar las importantes colecciones de arte de su madre Isabel de Farnesio, el rey decidió dedicar el complejo a alojar las esculturas farnesianas encontradas en Roma. El palacio albergaría la colección Farnesio presente actualmente en el Museo Arqueológico Nacional de Nápoles. Solo tras la edificación y el traslado de esta colección a esta última sede, el palacio comenzó a albergar las obras pictóricas heredadas o donadas a la ciudad.
Es fácil intuir el papel que el palacio ha tenido desde el inicio de su edificación, ya que simplemente mirando las fachadas principales y laterales se puede apreciar que no tiene ningún escudo real borbónico ni ninguna inscripción que le otorgue el aspecto de residencia real oficial. Las obras de edificación se confiaron a Angelo Carasale, Giovanni Antonio Medrano y Antonio Canevari. Posteriormente, se confiaron a Ferdinando Fuga las obras de ampliación y de cuidado del parque.

### Palacio Real de Caserta

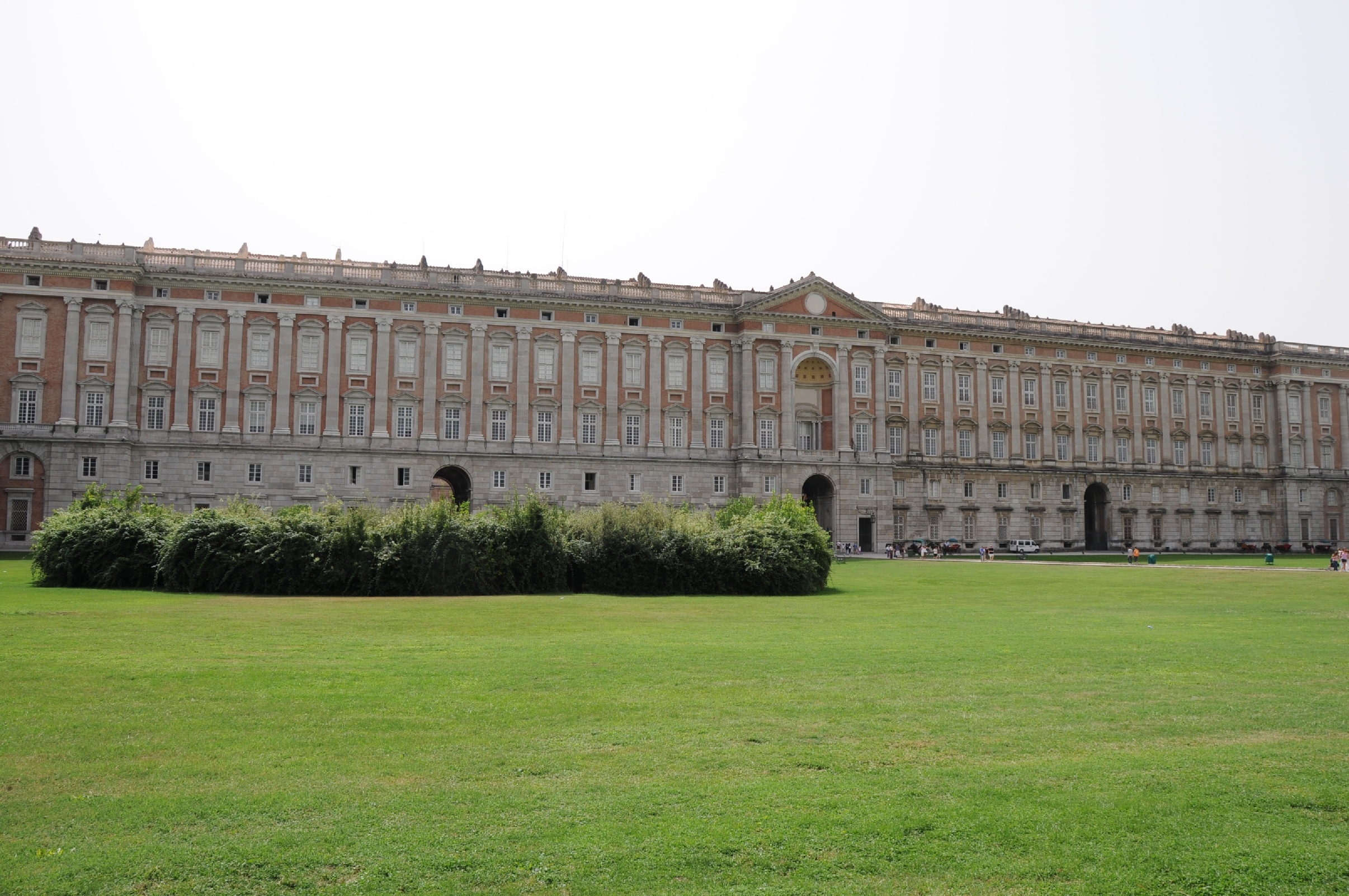
El Palacio Real de Caserta.

El Palacio Real de Caserta es la más grande, la más importante y la única declarada individualmente Patrimonio de la Humanidad por la UNESCO entre todas las residencias reales que pertenecieron a los Borbones de Nápoles.
El palacio también fue construido por órdenes de Carlos III de Borbón y la localidad que él escogió fue la ciudad de Caserta, en el interior campano, dada su protección de los ataques marítimos enemigos. El rey, impresionado por la belleza del paisaje casertano y deseoso de dar una sede de representación digna al gobierno de la capital y a su reino, quiso que se construyera un palacio real que pudiera compararse con el de Versalles.
El proyecto del palacio real se confió a uno de los arquitectos italianos más importantes de la época, Luigi Vanvitelli, quien tenía la labor de considerar, además del palacio, también la construcción de un parque y la remodelación de la zona urbana que lo rodea, con  un nuevo acueducto (el Acueducto Carolino) que atravesara el complejo anexo de San Leucio. El nuevo palacio asumía en este punto el papel de simbolizar y manifestar el poder y la grandiosidad del reino borbónico.

### Casina Vanvitelliana

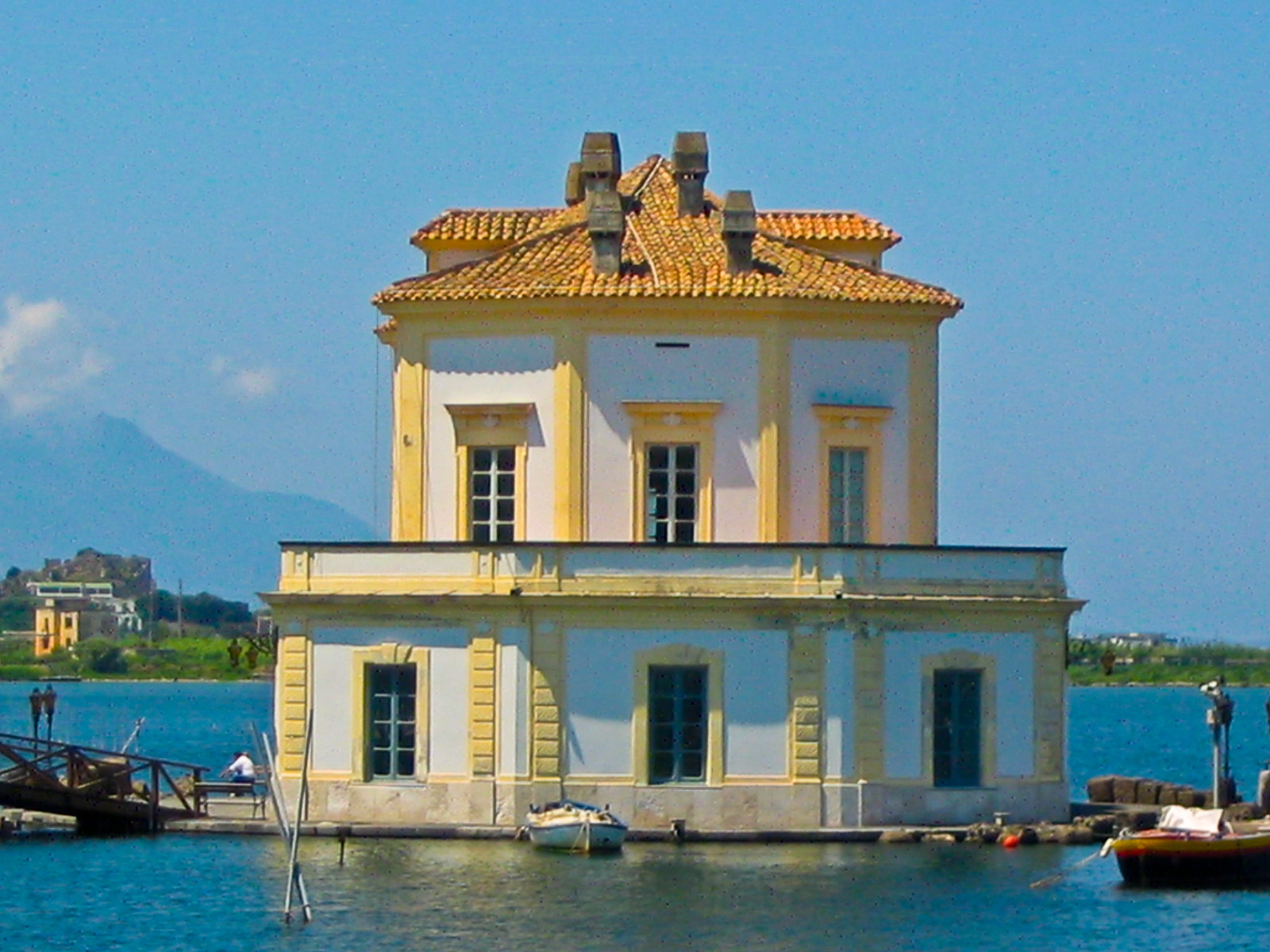
La Casina Vanvitelliana.

La Casina Vanvitelliana fue construida en 1782 en una pequeña isla del Lago Fusaro, en el municipio de Bacoli.
Las obras fueron ejecutadas por Carlo Vanvitelli por encargo del rey Fernando I. El objetivo era realizar un pabellón de caza en el lago; posteriormente, debido a la belleza paisajística del lugar, el complejo se utilizó como residencia de los huéspedes ilustres que visitaban a los reyes y a la ciudad de Nápoles.
Entre los numerosos hombres célebres, en el interior del edificio se alojaron Wolfgang Amadeus Mozart, Gioachino Rossini y, más recientemente, el Presidente de la República Italiana Luigi Einaudi.

## Las residencias en la actualidad
A fecha de 2011, el Palacio Real de Nápoles está abierto al público y constituye un museo que alberga telas, objetos de la familia real, estancias y salas históricas. Además, el palacio también es la sede de la Biblioteca Nacional de Nápoles y está incluido en la porción del centro histórico de Nápoles protegida por la UNESCO como Patrimonio de la Humanidad.
El Palacio Real de Portici es la única residencia real que no alberga un museo. A fecha de 2011 es la sede de la Facultad de Agricultura de la Universidad de Nápoles Federico II.
El Palacio Real de Capodimonte se convirtió en sede del museo homónimo: en el palacio se pueden admirar telas (que constituyen el mayor número de piezas), estancias y objetos de diferentes períodos históricos de la ciudad partenopea. El palacio pertenece a la parte del centro histórico de Nápoles designada Patrimonio de la Humanidad.
El Palacio Real de Caserta constituye un museo junto con el parque que la rodea. El palacio y su parque, junto al Acueducto Carolino y al complejo de San Leucio, están declarados Patrimonio de la Humanidad por la UNESCO. Sustancialmente la antigua residencia se presenta tal y como la quiso Carlos III de España.